# Phoradendron cerinocarpum
Phoradendron cerinocarpum är en sandelträdsväxtart som beskrevs av Charles Wright och Trelease. Phoradendron cerinocarpum ingår i släktet Phoradendron och familjen sandelträdsväxter. Inga underarter finns listade i Catalogue of Life.